# Anna Rybaczewski
Anna Rybaczewski est une joueuse franco-polonaise de volley-ball née le 23 mars 1982 à Olsztyn, Pologne. Elle mesure 1,85 m et jouait réceptionneuse-attaquante. Elle a été capitaine de l'équipe de France jusqu’à l'Euro 2013 où elle a mis un terme à sa carrière internationale. Elle totalise 101 sélections en équipe de France. Elle est la fille de Mirosław Rybaczewski, ancien joueur polonais de volley-ball, champion olympique en 1976. Elle met un terme à sa carrière professionnelle cette année.

## Clubs
| Club                    | Pays    | De        | À         |
| ----------------------- | ------- | --------- | --------- |
| ASPTT Mulhouse          | France  | 2000-2001 | 2000-2001 |
| Melun-La Rochette       | France  | 2001-2002 | 2005-2006 |
| MKS Muszynianka Muszyna | Pologne | 2006-2007 | 2006-2007 |
| RC Cannes               | France  | 2007-2008 | 2008-2009 |
| ASPTT Mulhouse          | France  | 2009-2010 | 2012-2013 |
| Legionovia Legionowo    | Pologne | 2013-2014 | 2013-2014 |

## Palmarès
- Championnat de France (2)
  - Vainqueur : 2008, 2009
  - Finaliste : 2004, 2006, 2010, 2011, 2012

- Coupe de France (2)
  - Vainqueur : 2008, 2009
  - Finaliste : 2005, 2010, 2012